# معاملة المثليين في جورجيا (دولة)
يواجه الأشخاص من المثليين والمثليات ومزدوجي التوجه الجنسي والمتحولين جنسياً (اختصاراً: LGBT) في جورجيا تحديات قانونية لا يواجهها غيرهم من المغايرين جنسيا. تعتبر جورجيا واحدة من عدد قليل فقط من الدول المتأثرة بالاتحاد السوفياتي سابقا (الآخرون هم الدول الأعضاء في الاتحاد الأوروبي دول البلطيق، وأوكرانيا) أين يتم حظر التمييز ضد المثليين في التشريع، ذات الصلة بالتوظيف أو غير ذلك، وتعتبر الجرائم المرتكبة على أساس التوجه الجنسي للشخص عامل مجددا في العقاب. على الرغم من هذا، تعتبر المثلية الجنسية انحرافا كبيرا عن القيم المسيحية الأرثوذكسية التقليدية جدا السائدة في البلاد، حيث يتم إسكات وعدم الخوض في المناقشات العامة حول الجنسانية بشكل عام. ونتيجة لذلك، غالبا ما يكون المثليون والمثليات هدفا لسوء المعاملة والعنف الجسدي، وغالباً ما يتم تشجيع ذلك بنشاط من قبل الزعماء الدينيين.
تحاول الحكومة لجلب سجل حقوق الإنسان في البلاد بما يتماشى مع متطلبات حلف شمال الأطلسي والمتطلبات الأوروبية. وقد صرح رئيس وزراء جورجيا السابق بدزينا إفنشفلي أن «الأقليات الجنسية هم مواطنين مثلنا... [وهذا] سيعتاد عليه المجتمع تدريجيا.» منذ عام 2014، تم حظر التمييز على أساس التوجه الجنسي والهوية الجندرية. وعلاوة على ذلك، لقد ولدت توترات الشارع الأخيرة في البلاد حول حقوق المثليين تغطية اعلامية غير مسبوقة ومناقشة عامة لهذا الموضوع الذي كان مهملا في السابق.

## قانونية النشاط الجنسي المثلي
تم حظر المثلية الجنسية في جورجيا خلال الحكم القيصري والحكم السوفيتي. في عام 1933، أضيفت المادة 121 إلى القانون الجنائي، للاتحاد السوفياتي بأكمله، والتي جرمت صراحة الجنسية المثلية، مع ما يصل إلى خمس سنوات من العمل الشاق في السجن. السبب الدقيق للقانون لا يزال فيه بعض الخلاف. وقد اقترح بعض المؤرخين أن إصدار جوزيف ستالين للقانون المعادي للمثليين، مثل إصداره حظرا على الإجهاض أيضا، كان في محاولة لزيادة معدل الولادة في الاتحاد السوفييتي. كما استعملت السلطات السوفيتية هذه المادة ضد الحركات المعارضة، حيث تم اعتقال العديد من النشطاء بتهم مثلية ملفقة.
بعد حصول جورجيا على استقلالها عن الاتحاد السوفييتي في عام 1991، سقطت الممارسة المذكورة أعلاه ولا توجد حالات مسجلة لمواد السدومية يتم استخدامها علانية ضد المعارضين السياسيين منذ ذلك الحين. على الرغم من هذا، لم تكرس حرية النشاط الجنسي المثلي رسميا في القانون حتى عام 2000، عندما قامت الحكومة الجورجية بتعديل القانون الجنائي لتلبية المعايير التي وضعتها مجلس أوروبا والاتفاقية الأوروبية لحقوق الإنسان.
يعتبر سن القبول للعلاقات الجنسية المغايرة والعلاقات الجنسية المثلية على سن 16 عاماً كما هو محدد في المادتين 140 و 141 من قانون العقوبات الجورجي.

## الاعتراف القانوني بالعلاقات المثلية
لا تعترف جورجيا قانونيا بالعلاقات المثلية، سواء في شكل زواج أو اتحاد مدني. منذ عام 2018، عرّف دستور جورجيا الزواج بأنه اتحاد بين امرأة ورجل بغرض تأسيس أسرة. على الرغم من ذلك، هناك خطاب علني للاعتراف بالاتحادات المثليين من خلال تقنين الشراكة المدنية للشركاء المثليين.

### أزمة الإصلاح الدستوري 2016
في مارس/آذار 2016، اقترح ائتلاف الحلم الجورجي الحاكم تعديلًا دستوريًا، والذي سيحدد الزواج على أنه اتحاد رجل وامرأة. على الرغم من أن القانون المدني لجورجيا يعرف بالفعل الزواج بأنه اتحاد مغاير الجنس، وبالتالي يمنع زواج المثليين بشكل فعال، إلا أن دستور جورجيا كان محايدًا جنسانياً، موضحًا أن «الزواج يجب أن يقوم على المساواة في الحقوق والإرادة الحرة للزوجين». وأدت هذه الصياغة المحايدة بين الجنسين إلى قيام عناصر محافظة في المجتمع الجورجي بالقلق من إمكانية الطعن في القانون المدني وإبطاله في المحاكم، مما قد يمهد الطريق لزواج المثليين.
تسبب التعديل الدستوري المقترح في رد فعل قوي من المجتمع المدني الجورجي ومنظمات حقوق الإنسان، التي هاجمت التشريع كوسيلة لتسييس هذه القضية الحساسة والاستفادة من التحيزات المجتمعية الشعبية قبيل الانتخابات البرلمانية لعام 2016 المقبلة. ونأى ناشطو المثليين بأنفسهم عن الاقتراحات بأنهم سيستخدمون الغموض الدستوري للرغبة في تشريع زواج المثليين، مشيرًا إلى أن مجتمع المثليين في جورجيا يواجهون مشاكل أكثر إلحاحًا ووجودية من الزواج، مثل «العنف الجسدي والنفسي واللفظي وسوء المعاملة».
تسبب التعديل الدستوري في انشقاق داخل الائتلاف الحاكم نفسه، مع قيام أعضاء من الحزب الجمهوري الليبرالي بحملة ضد هذه المبادرة. أشار المعارضون إلى أنه إلى جانب الاعتبارات الجوهرية، فإن الحظر الدستوري المقترح هو خطوة غير مجدية، حيث من المرجح أن تفشل في الحصول على ما يكفي من الأصوات لتمريرها، كما كان الحال مع اقتراح مماثل في عام 2014.
بعد شهر من الاستشارة العامة، تم النظر في الاقتراح في البرلمان. كان من المقرر عقد اجتماعات عامة حول الحظر من منتصف مارس حتى 15 أبريل في العديد من المدن في جميع أنحاء البلاد. ثم تطلب الاقتراح ثلاث جلسات استماع في جلستين مختلفتين مع فترة زمنية لا تقل عن ثلاثة أشهر بينهما. لكي ينجح الحظر، يجب أن يصوت لصالحه ثلاثة أرباع البرلمان كحد أدنى، أو 113 من أصل 150 نائبًا برلمانيًا.
مرر البرلمان التعديل الدستوري في 26 سبتمبر 2017، مؤسسًا أن الزواج موجود فقط باعتباره «اتحادًا بين امرأة ورجل بهدف تكوين أسرة». كما أنه يلغي الانتخابات المباشرة للرئيس ويحول النظام السياسي من نظام رئاسي إلى نظام التمثيل النسبي في البرلمان. واستخدم الرئيس جيورجي مارغفيلاشفيلي حق النقض (الفيتو) على التعديل الدستوري في 9 أكتوبر/تشرين الأول، واصفاً إياه بأنه «دستور مناهض للناس». تجاوز البرلمان حق النقض (الفيتو) في 13 أكتوبر. دخلت التعديلات الدستورية حيز التنفيذ بعد انتخابات 2018 الرئاسية واستلام الرئيسة المستقلة سالوميه زورابيشفيلي لمهامها الرئاسية في 16 ديسمبر 2018.
وكان الرئيس جيورجي مارغفيلاشفيلي قد أعلن في وقت سابق أن جورجيا لن تجري استفتاء حول ما إذا كان سيتم حظر زواج المثليين في دستور البلاد، قائلاً إنه لا يؤيد التعديل الدستوري لأن القانون المدني يحظر بالفعل زواج المثليين.

## الشراكات المدنية
في أبريل/نيسان 2017، دعت عدة منظمات لحقوق الإنسان الحكومة الجورجية إلى تشريع الشراكات المدنية للشركاء المثليين.
في أبريل 2018، حث أمين المظالم الجورجي الحكومة على السماح بالشراكات المدنية للشركاء المثليين. نقلاً عن قضية أولياري وآخرين ضد إيطاليا، ذكّر الحكومة بأن عدم الاعتراف بالعلاقات الجنسية المثلية انتهاكٌ للاتفاقية الأوروبية لحقوق الإنسان. كما انتقد التعديل الدستوري الذي يحظر زواج المثليين، قائلاً إنه «سيزيد الكراهية».

## الحماية من التمييز
منذ عام 2006، حظرت المادة 2 (3) من قانون العمل التمييز على أساس التوجيه الجنسي في علاقات العمل.
ووفقاً للقانون الجنائي الجورجي المعدل (منذ عام 2012)، فإن ارتكاب جرائم ضد الأفراد استناداً إلى التوجه الجنسي، من بين أشياء أخرى، هو عامل مشدد ينبغي أن يؤدي إلى صدور أحكام أشد خلال الملاحقة القضائية.
في 2 مايو 2014، وافق البرلمان على قانون مكافحة التمييز، وحظر جميع أشكال التمييز على أساس التوجه الجنسي والهوية الجندرية. ودخل القانون حيز التنفيذه سريانه عند نشره، في 7 مايو 2014. ينص المادة 1 من قانون جورجيا بشأن القضاء على جميع أشكال التمييز (بالجورجية: დისკრიმინაციის ყველა ფორმის აღმოფხვრის შესახებ)، (دبلجة: diskriminatsiis qvela pormis aghmopkhvris shesakheb) كما يلي:
| معاملة المثليين في جورجيا (دولة) | "يهدف هذا القانون إلى القضاء على أي شكل من أشكال التمييز والرقابة على المساواة في التمتع بالحقوق المنصوص عليها في التشريعات الجورجية لجميع الأشخاص الطبيعيين والاعتباريين بغض النظر عن العرق أو اللون أو اللغة أو الجنس أو العمر أو الجنسية أو الأصل أو مكان الميلاد أو محل الإقامة أو ممتلكات أو سند ملكية أو انتماء وطني أو إثني أو اجتماعي أو مهنة أو الحالة الاجتماعية أو الحالة الصحية أو الإعاقة أو التوجه الجنسي أو الهوية الجندرية والتعبير أو المعتقدات السياسية أو غيرها أو غيرها من الأسس." | معاملة المثليين في جورجيا (دولة) |

### قوانين جرائم الكراهية
على الرغم من التعديل التشريعي للمادة 53 من القانون الجنائي في جورجيا، والذي يضمن أن الانحياز الذي يحفزه التوجه الجنسي أو الهوية الجندرية للضحية يمكن أن يؤخذ في الاعتبار كظرف مشدد عند تحديد العقوبات، لا يوجد حتى الآن إحصاءات رسمية حول الجرائم التي أجريت على أسس التوجه الجنسي أو الهوية الجندرية في البلاد. وفقا للحالات المسجلة والدراسات التي أجريت، أصبح من الواضح أن القانون الذي يحظر جرائم الكراهية غير فعال.
كشفت دراسة عن التمييز بين المثليين والمثليات ومزدوجي التوجه الجنسي والمتحولين جنسيا في جورجيا بعنوان «من التحيز إلى المساواة: دراسة المواقف المجتمعية والمعرفة والمعلومات المتعلقة بمجتمع المثليين وحقوقهم» التي أجرتها في عام 2012 مجموعة دعم المبادرات النسائية ما يلي: 32% من المشاركين في الاستطلاع تعرضوا مرة واحدة على الأقل للعنف الجسدي و 89.93% تعرضوا للعنف النفسي. في المتوسط، من بين 134 مجيبًا، ممن عانوا من العنف النفسي، أصبح 73.13% ضحايا ثلاث مرات أو أكثر، و 13.43% قد تعرضوا له مرتين، في حين تعرض له 13.43% مرة واحدة. اعترف جميع المشاركين ال6 من الفئة العمرية 16-18 عامًا أنهم في كثير من الأحيان كانوا ضحايا التنمر في المدرسة. ومن بين ال48 من المستجيبين، الذين وقعوا ضحايا للعنف الجسدي، لم يبلغ 73% من أفراد الشرطة. ومن بين أسباب عدم إبلاغ الشرطة ما يلي: عدم فعالية الشرطة: 21.62 في المائة؛ الخوف من المعاملة المعادية للمثليين: 29.73%؛ فشل الشرطة في معالجة الأمر بطريقة جدية: 21.62%. ومن بين أولئك الذين قد أبلغ الشرطة، كان 46.15% منهم غير راضين عن هذا القرار، لأنهم شهدوا رد فعل معاد للمثليين من الشرطة، واعترف 30% أن الشرطة تصرفت بطريقة ودية، في حين ذكرت 23.08% بأنهم عوملو بشكل محايد.

## الهوية الجندرية والتعبير عنها
منذ عام 2008، لا يستطيع المتحولون جنسياً في جورجيا تغيير الوثائق والأسماء الشخصية إلا بعد خضوعهم لجراحة إعادة تحديد الجنس.
يعتبر التمييز على أساس الهوية الجندرية محظورًا.

## التبرع بالدم
في يوليو/تموز 2017، رفعت المحكمة الدستورية الجورجية الحظر المفروض على الرجال المثليين ومزدوجي التوجه الجنسي الذين يتبرعون بالدم، معتبرة أنه غير دستوري. في حكمها، أشارت المحكمة إلى أن التقنيات الحديثة تسمح بالكشف عن فيروس نقص المناعة البشرية/الإيدز في التبرعات، مما يجعل الحظر غير ضروري.
في السابق، في 4 فبراير 2014، أعلنت المحكمة الدستورية أيضًا أن الحظر غير دستوري. ذكر الحظر أن المثلية الجنسية كانت عاملاً مقيدًا للتبرع بالدم. ردا على ذلك، غيرت وزارة الصحة الصياغة إلى الرجال الذين يمارسون الجنس مع الرجال.

## حرية التعبير لمجتمع المثليين
تم إلغاء حدث في عام 2006 كان من المفترض أن يشجع التسامح والحوار الثقافي بعد انتشار الشائعات بأنه كان من المفترض أن يكون مسيرة فخر للمثليين. وقال رئيس الكنيسة الأرثوذكسية الجورجية، البطريرك إيليا، إن أي نوع من المظاهرات التي ينظمها مجتمع المثليين هو «مهين».
في 17 مايو/أيار 2012، نظمت المنظمة الجورجية للمثليين إدينتوبا (بالإنجليزية: Identoba)‏، مسيرة سلمية احتفالا باليوم العالمي لمناهضة رهاب المثلية ورهاب ازدواجية التوجه الجنسي ورهاب التحول الجنسي. كانت هذه أول مسيرة عامة لدعم المساواة للمثليين في جورجيا. وقد توقفت المسيرة بعد وقت قصير من بدئها، لأن المتظاهرين تعرضوا للاعتداء من قبل متظاهرين معارضين، بمن فيهم ممثلو الكنيسة الأرثوذكسية الجورجية والجماعات المسيحية المتطرفة. تدخلت الشرطة لحماية المشاركين في المسيرات فقط بعد اندلاع القتال بالفعل واعتقلت بعض الضحايا بدلاً من الجناة.
انتقدت منظمة العفو الدولية الحكومة الجورجية لفشلها في حماية المسيرة بشكل فعال. في 14 يناير/كانون الثاني 2013، تقدمت كل من منظمة «إدينتوبا» للمثليين والمتظاهرين في المسيرة بطلب ضد جورجيا أمام المحكمة الأوروبية لحقوق الإنسان. يزعم الطلب أن جورجيا فشلت في حماية المشاركين في مسيرة المثليين بشكل فعال ولم تقم بالتحقيق أو معاقبة الجناة بشكل كاف.
تم العدوان على مسيرة للاحتفال باليوم العالمي لمناهضة رهاب المثلية ورهاب ازدواجية التوجه الجنسي ورهاب التحول الجنسي عام 2013 أيضًا. قام الناشطون المثليين بتحديد موعد للاحتفال بهذه المناسبة. ومع ذلك، لم يحدث ذلك أبدا. أقام الآلاف من المتظاهرين المناهضين للمثليين، بقيادة الكهنة الجورجيين الأرثوذكس، مظاهرة مضادة. حمل المحتجون صوراً للمسيح وكتب عليها «توقفوا عن الترويج للدعاية المثلية في جورجيا» و «لسنا بحاجة إلى سدوم وعمورة». ولوح بعض النساء بحزم رمزية من نبات القراص «لضرب المثليين»، بما في ذلك امرأة وصفت المسيرة بأنها «مسيرة للمثلي» ينظمه «المرضى ... ضد تقاليدنا وأخلاقنا» وأعلنت استعدادها للقتال. على الرغم من وجود الشرطة المكثف، اقتحم المتظاهرون الحواجز التي تحمي المسيرة المؤيدة للمثليين. اصيب ما لا يقل عن 28 شخصا بجروح طفيفة، مع حصار العديد من المشاركين في الحافلات والمحلات التجارية والمنازل المجاورة التي تعرضت للهجوم من قبل المتظاهرين. ووفقًا لمقطع فيديو من المشهد، أنقذت الشرطة شابًا واحدًا من الإعدام على ما يبدو من قبل عشرات الأشخاص. ووفقاً لاتحاد المحامين الجورجيين الشبان، فإن الدولة «فشلت في ضمان سير الحدث المقرر ... وهكذا تم انتهاك حقوق المشاركين في التجمع والتظاهر بشكل صارخ». وأشار المراقبون إلى أن الشرطة سمحت لرجال الدين الأرثوذكس وغيرهم من المتظاهرين بدخول المنطقة المحصورة وكانت، في المحادثات الخاصة، ساخرة ومهينة للمشاركين في التجمع. الوزير الأول ووفقاً لاتحاد المحامين الجورجيين الشبان، فإن الدولة «فشلت في ضمان سير الحدث المقرر ... وهكذا تم انتهاك حقوق المشاركين في التجمع والتظاهر بشكل صارخ». وأشار المراقبون إلى أن الشرطة سمحت لرجال الدين الأرثوذكس وغيرهم من المتظاهرين بدخول المنطقة المحصورة وكانت، في محاداثتها الخاصة، ساخرة ومهينة للمشاركين في التجمع.
أدان الوزير الأول بدزينا إفنشفلي، جنبا إلى جنب مع مسؤولين كبار آخرين، العنف. وقال: «إن الحق في التجمع السلمي والتعبير عن رأي أحدهم هو أمر أساسي في ديمقراطيتنا. فكل مواطن جورجي يستفيد بشكل كامل ومتساوٍ من هذا الحق. لن يتم التسامح مع أعمال العنف والتمييز وتقييد حقوق الآخرين. وسيتم التعامل مع أي مرتكبي هذه الأفعال وفقا للقانون».
وإلى جانب منظمة إدينتوبا، فإن حركة المساواة (بالجورجية: თანასწორობის მოძრაობა) هي منظمة أخرى تدافع عن حقوق المثليين تناضل من أجل حقوق متساوية لمجتمع المثليين.
في شباط/فبراير 2019، تم الإعلان عن أول أسبوع فخر المثليين من 18 إلى 23 يونيو في تبليسي. سيشمل الحدث «مسيرة الكرامة»، التي ستعقد في 23 يونيو، ووفقًا للمنظمين «لن تأخذ شكل احتفال ولا كرنفال لأننا لسنا في مزاج للاحتفال الآن». ردت جماعات اليمين المتطرف، مثل منظمة مارتش الجورجية، بالتهديد بمهاجمة المشاركين بعنف. وقال ساندرو بريغادزي، أحد قادة المنظمة، «سيتعين عليهم السير على جثثنا إذا قرروا إقامة هذا الاحتفال المشين». في 31 مايو 2019، قبل أسبوعين فقط من الحدث المخطط، قالت وزارة الشؤون الداخلية لجورجيا إنه «من المستحيل» المضي قدما في تبليسي في المواقع المخطط لها في وسط المدينة «بسبب مخاطر السلامة»، وأوصت بحدث مغلق في الداخل في منشأة مثل ملعب أو نادي. وقد دعت منظمات المجتمع المدني بما في ذلك مؤسسة جورجيا المفتوحة المجتمعية، وتعليم حقوق الإنسان ومركز المراقبة، ورابطة المحامين الشباب الجورجيين السلطات إلى «اتخاذ تدابير مناسبة لتأمين أمن المشاركين في التجمع السلمي»، وقالت «إنه التزام الدولة بضمان الحماية المناسبة وفي الوقت المناسب [للمشاركين في فخر تبليسي] من العنف المحتمل». ووصفوا تصرفات الوزارة بأنها «مهينة ومناهضة للدولة ومناهضة للدستور». قالت حركة المساواة، وهي الجهة المنظمة لفخر تبليسي، وقالوا إنهم تعرضوا لضغوط على مدار الأسابيع الماضية من «مسؤول حكومي مجهول» لإلغاء المسيرة. قال المنظمون «لقد حاول تغييرنا أو إلغاء خططنا عن طريق تخويفنا. وليست هذه هي المرة الأولى التي تلجأ فيها الحكومة إلى التخويف وترهيب ضد مجتمع المثليين». واتهم المنظمون السلطات بمحاولة «إخفاء الأشخاص من مجتمع المثليين» بدلاً من معالجة الكراهية والعدوان ضدهم. وعدوا بأن يواصلوا العمل في أحداث مختلفة على الرغم من موقف الوزارة. في 20 يونيو 2019، في أعقاب أعمال الشغب، أجلت فخر تبليسي المسيرة المقرر إجراؤها في 23 يونيو. قال المنظمون إنه «في هذا الوضع السياسي، لا يمكننا أن نسمح لأنفسنا بمزيد من تصعيد التوترات في البلاد. لن نعطي الجماعات الفاشية الموالية لروسيا الفرصة لإضعاف دولة جورجيا.»
في 17 أيار/مايو 2019، بعد تحذيرات من الجماعات اليمينية المتطرفة بأن المظاهرات المناهضة لرهاب المثلية ستواجه بالعنف، امتنع نشطاء المثليين عن تنظيم مظاهرة في تبليسي بمناسبة اليوم العالمي لمناهضة رهاب المثلية ورهاب التحول الجنسي ورهاب ازدواجية التوجه الجنسي حول مخاوف تتعلق بالسلامة، وقرروا تقييد أنفسهم إلى الحملات عبر الإنترنت فقط، وعلّقوا علم قوس قزح واحدا في تبليسي. وفي الوقت نفسه، خرج مئات الكهنة وأطباء الكنيسة والجماعات اليمينية المتطرفة إلى الشوارع للاحتجاج على «السدومية». خرج بعضهم للاحتفال بـ «يوم الطهارة الأسرية»، وهو عطلة أنشأتها الكنيسة الأرثوذكسية الجورجية في عام 2014، بعد عام من قيام الآلاف من الناس بقيادة الكهنة بمهاجمة عشرات المتظاهرين في مجال حقوق المثليين في المدينة.

## المواقف الاجتماعية
وفقا لاستبيانات الموقف الاجتماعي لعام 2011، ظل المثليون جنسياً من أكثر المجموعات غير المحبذة في المجتمع - حيث فضل معظم المجيبين أن يكون زميلاً مدمناً على الكحول وليس زميلًا مثليًا في العمل. ووفقًا لنفس الاستبيانات، فإن ما يقدر بـ 91.5% من الجورجيين يعتقدون أن المثلية الجنسية «غير مقبولة تمامًا».
في أكتوبر/تشرين الأول 2007، قام أحد المتسابقين في البرنامج التلفزيوني الواقعي "Bar-4" بالإفصاح عن ميوله المثلية على شاشة التلفزيون العام. بعد تلقيه اتصالاً من رئيس الكنيسة الأرثوذكسية الجورجية إيليا الثاني في جورجيا، زُعم أن الرئيس الجورجي قد مارس ضغوطًا على منتجي البرنامج لطرد المشارك المثلي من البرنامج التلفزيوني.
وقد توصل بحث كمي تم إجراؤه في دراسة حديثة واسعة النطاق في يونيو 2016 إلى أن المواقف السلبية تجاه الأشخاص المثليين لا تزال مسيطرة في جورجيا. وأعرب المشاركون في الاستطلاع عن مواقف سلبية أكثر تجاه الرجال مزدوجي التوجه الجنسي وغير المطابقين جنسيا أكثر من النساء مزدوجات التوجه الجنسي وغير المطابقات جنسيا. كانت المواقف تجاه المثليين والمثليات سلبية بنفس القدر. وأظهرت الدراسة أن المواقف السلبية تجاه الناس المثليين والمثليات كانت مختلفة. كانت المواقف رهاب ازدواجية التوجه الجنسي في المجتمع الجورجي أقوى من مشاعر رهاب المثلية. تم تحديد مستوى أعلى من رهاب ازدواجية التوجه الجنسي التي ينظر إليها على أنها «توجه مائع وغير مستقر». من حيث رهاب التحول الجنسي، يشكل الجنس مؤشرا هاما: كان الرجال أكثر ميلا من النساء للتعبير عن المواقف السلبية تجاه الأشخاص المتحولين جنسياً والاشخاص غير المطابقين جنسيا. تختلف المواقف السلبية تجاه المجموعات المختارة حسب القرية/ البلدة/العاصمة، والجنس، والعمر، ومستوى الاتصال/التعارف مع مجتمع المثليين، ومستوى المعرفة حول المثلية الجنسية. تم تحديد مواقف رهاب المثلية ورهاب ازدواجية التوجه الجنسي ورهاب التحول الجنسي إلى حد كبير من قبل تصورات المستطلعين للأدوار التقليدية للجنسين، ومستوى الأفكار اليميني والأصولية الدينية (درجة التأثير تختلف بوضوح بين المجموعات الفردية). أظهر المستجيبون الذين كانت لديهم أفكار النظام السلطوي اليميني والأصولية الدينية مواقف سلبية أكثر بكثير تجاه أعضاء مجتمع المثليين. وكلما كان فهم المستجيبين للأدوار التقليدية للجنسين أكثر صرامة، كلما كانوا يبدون مواقف أكثر لرهاب المثلية ورهاب ازدواجية التوجه الجنسي ورهاب التحول الجنسي.
في أكتوبر/تشرين الأول 2017، أعرب لاعب كرة القدم الجورجي غورام كاشيا عن دعمه لحقوق المثليين، حيث ظهر في مباراة في هولندا مع شارة قوس قزح كجزء من اليوم الوطني للإفصاح عن التوجه الجنسي. وقامت جماعات اليمين المتطرف باحتجاجات صاخبة وأعمال شغب عنيفة أمام الاتحاد الجورجي لكرة القدم، مطالبة بطرد كاشيا من الفريق الوطني. تم القبض على 8 أشخاص في أعمال الشغب. ظهر الأصوليون الآخرون، بما في ذلك المغنية جيا كوركوتاشفيلي، على شاشة التلفزيون الوطني، محذرة من نبوءات نهاية العالم الوشيكة للمثليين. ومع ذلك، أيد الكثيرون حق كاشيا في حرية التعبير بما في ذلك العديد من الرياضيين والسياسيين الآخرين. وشمل هذا الرئيس جيورجي مارغفيلاشفيلي. وأعرب كاخا كالادزه، وهو لاعب كرة قدم متقاعد ونائب رئيس الوزراء السابق، ورئيس بلدية تبليسي المنتخب حديثًا، عن دعمه لكاشيا قائلاً: «نحن بلد ديمقراطي. لكل شخص الحق في التعبير عن آرائه بغض النظر عن جنسيته أو توجهه الجنسي أو دينه». في عام 2018، حصل كاشيا، الذي اختير منذ ذلك الحين كابتن منتخب جورجيا لكرة القدم، على جائزة #EqualGame للاتحاد الأوروبي لكرة القدم لدعمه لمجتمع المثليين. ردا على الفوز بالجائزة، قالت كاشيا «أنا أؤمن بالمساواة للجميع، بغض النظر عما تؤمن به، من تحب أو من أنت».
في الانتخابات المحلية في تشرين الأول/أكتوبر 2017، ترشحت نينو بولكفادزي، وهي مرشحة مثلية الجنس علنا، لعضوية مجلس مدينة تبليسي كعضوة عن الحزب الجمهوري. كانت بولكفادزه أول مرشحة مثلية الجنس علنا تترشح لمنصب عام في جورجيا. في حين أن ترشحها كان غير ناجح في نهاية المطاف، كان يُنظر إلى ترشحها على أنها تحول كبير في البلد المحافظ.
في عام 2018، أظهر استطلاع للرأي أجراه المعهد الوطني الديمقراطي أن 23% فقط من سكان جورجيا يعتقدون أن حماية حقوق المثليين كانت مهمة، بينما اعتقد 44% أن حماية حقوق المثليين ليست مهمة وأن 26% لديهم موقف محايد. أظهرت النتائج زيادة بنسبة 2% في دعم المثليين مقارنة بعام 2015، عندما اعتبر 21% من السكان حماية حقوقهم مهمة.
في ديسمبر 2018، استخدم بيسو دانيليا، وهو سياسي من الحزب الوطني المحافظ «الحركة الديمقراطية - جورجيا المتحدة» عبارة معادية المثليين ضد ليفان بيريديانزي، وهو ناشط في حقوق المثليين، على شاشة التلفزيون، تم إصدار غرامة قدرها 1 لاري جورجي (0.37 دولار أمريكي) من قبل محكمة مدينة تبليسي. وقع الحادث في أبريل 2016 على «كافكاسيا تي في» (بالإنجليزية: Kavkasia TV)‏. ادعى بيريانيدزي، الذي يرأس مجموعة لحقوق المثليين، أن دانيليا أهانه ثم حاول مهاجمته جسديًا ولكن قام موظفو شركة التلفزيون بإيقافه. وقد استأنف أمام المحكمة مطالبًا بتعويض قدره 500 لاري جورجي (190 دولارًا أمريكي) من دانييلا بسبب الأضرار المعنوية. في حكمها، أيدت المحكمة ادعاء بيريانيدزي بأن كرامته انتُهكت بسبب العبارة معادية المثليين، لكنها أمرت بدفع دانيليا ل1 لاري جورجي فقط، وهو الحد الأدنى للغرامة. على الرغم من أن الحكم كان يمثل سابقة، لأنه كانت المرة الأولى التي يتم فيها إصدار غرامة على هذه الأسس، جادل الناشط بأن الحكم يمكن أن يعطي الضوء الأخضر للآخرين للتعبير عن العداء للمثليين، وقال إن المحكمة سخرت منه في حكمه. وقال «حكم المحكمة ساخر من الأساس، وسيشجع السلوك المعادي للمثليين، لأنهم سيعرفون أنه سيكلفهم 1 لاري جورجي فقط». وقال أيضًا إنه يفكر في استئناف الحكم.
في ديسمبر 2018، قضت محكمة مدينة تبليسي في قضية شاب يبلغ من العمر 15 عامًا هاجم ناشطًا في مجال حقوق المثليين في اليوم العالمي لمناهضة رهاب المثلية ورهلب التحول الجنسي ورهاب ازدواجية التوجه الجنس. لكم الشاب البالغ من العمر 15 عامًا الناشط في مجال حقوق المثليين نيكا غورغيلادزي في وجهه، حيث ألقى خطابًا عن الحب أمام مبنى الحكومة في 17 مايو. تم اعتقال المعتدي على الفور من قبل الشرطة أثناء محاولته الفرار من مكان الحادث. وجه الادعاء تهماً له بالعنف، وطلب يعاقب عليها بغرامة أو إقامة جبرية أو بالسجن لمدة تصل إلى 3 سنوات. ومع ذلك، قررت المحكمة تسجيل الشاب في برنامج لإعادة تأهيل القاصرين، مما يعني أنه قد لا تتم محاكمته كشخص بالغ وسيخضع بدلاً من ذلك لعامل اجتماعي.

## ملخص
| قانونية النشاط الجنسي المثلي                                                             | منذ عام 2000)                                    |
| المساواة في السن القانوني للنشاط الجنسي                                                  | (منذ عام 2000)                                   |
| قوانين مكافحة التمييز في التوظيف                                                         | (منذ عام 2006)                                   |
| قوانين مكافحة التمييز في توفير السلع والخدمات                                            | (منذ عام 2014)                                   |
| قوانين مكافحة التمييز في جميع المجالات الأخرى (تتضمن التمييز غير المباشر، خطاب الكراهية) | (منذ عام 2014)                                   |
| قوانين مكافحة التمييز تشمل الهوية الجندرية                                               | (منذ عام 2014)                                   |
| قوانين جرائم الكراهية تشمل التوجه الجنسي والهوية الجندرية                                | (منذ عام 2012)                                   |
| زواج المثليين                                                                            | (زواج المثليين محظور دستوريا)                    |
| الاعتراف القانوني بالعلاقات المثلية                                                      | (مقترح)                                          |
| تبني أحد الشريكين للطفل البيولوجي للشريك الآخر                                           | No                                               |
| التبني المشترك للأزواج المثليين                                                          | No                                               |
| يسمح للمثليين والمثليات ومزدوجي التوجه الجنسي بالخدمة علناً في القوات المسلحة             | No                                               |
| الحق بتغيير الجنس القانوني                                                               | (منذ عام 2008، ولكن يتطلب الجراحة والتعقيم)      |
| علاج التحويل محظور على القاصرين                                                          | No                                               |
| الحصول على أطفال أنابيب للمثليات                                                         | No                                               |
| الأمومة التلقائية للطفل بعد الولادة                                                      | No                                               |
| تأجير الأرحام التجاري للأزواج المثليين من الذكور                                         | (محظور لجميع الأزواج بغض النظر عن التوجه الجنسي) |
| السماح للرجال الذين مارسوا الجنس الشرجي بالتبرع بالدم                                    | (منذ عام 2017)                                   |